# Соуза Силва, Алекс Бруно де
Алекс Бруно де Соуза Силва (порт. Alex Bruno de Souza Silva; 7 октября 1993, Кеймадус, Бразилия) — бразильский футболист, полузащитник.

## Карьера
Футбольную карьеру начал в 2012 году в составе клуба «Видзев».
В 2015 году стал игроком молдавского клуба «Зимбру».
В 2017 году подписал контракт с клубом «Кённам», за который провёл 32 матча в чемпионате Республики Корея.
В 2019 году перешёл в бразильский клуб «Лондрина».

## Достижения
«Атырау»
- Финалист Кубка Казахстана: 2019
- Победитель Первой лиги: 2020